# Archeptolemos (Mythologie)
Archeptolemos (altgriechisch Ἀρχεπτόλεμος Archeptólemos) ist eine Gestalt der griechischen Mythologie. Im Trojanischen Krieg war er Hektors Wagenlenker.
Nachdem Teukros versucht hatte, Hektor mit einem Pfeil zu treffen, wobei er Gorgythion tötete, startet er einen zweiten Versuch. Der Pfeil wurde jedoch von Apollon abgewehrt und traf Archeptolemos in die Brust. Hektor trauerte um ihn, ließ ihn aber liegen.